# (100174) 1994 AJ2
(100174) 1994 AJ2 es un asteroide perteneciente al cinturón de asteroides, descubierto el 12 de enero de 1994 desde el Observatorio Astronómico de Santa Lucia di Stroncone, Stroncone, Italia.